# Viguera
Viguera és un municipi de la Rioja, a la regió de la Rioja Mitjana, dins la subcomarca de Camero Nuevo.

## Història
La primera cita documental apareix en la crònica Akhbar majmua, que narra com Abd-ar-Rahman I va recuperar la Rioja l'any 759, després d'haver estat conquistada per Alfons I d'Astúries l'any 755. Particularment comenta que després de prendre el castell de Viguera, Abd al Rahman I va travessar tota la Rioja i va penetrar a Àlaba. Va ser una de les fortificacions que van tenir els Banu Qasi per a defensar La Rioja de les escomeses cristianes.
En la segona meitat del segle ix, Llop ibn Mussa ibn Mussa, un dels fills de Mussa ibn Mussa ibn Fortun, va reconstruir la fortalesa. Lubb va morir caçant cérvols després de desballestar-se un braç a l'enganxar-se'l en un arbre, i fou enterrat en la localitat. En la Reconquesta el fet més important de la zona és la caiguda del Regne de Viguera que passa de mans dels musulmans altra vegada als cristians, però aquesta vegada no com Regne de Viguera, sinó com a part del Regne de Navarra, encara que posteriorment aquesta zona passaria a les mans del Senyor de Cameros, formant també parteix del Senyoriu de Cameros.